# 熊谷尚夫
熊谷 尚夫（くまがい ひさお、1914年（大正3年）7月11日 - 1996年（平成8年）6月11日）は、日本の経済学者。専門は、厚生経済学・経済政策。学位は、経済学博士（大阪大学・論文博士・1958年）（学位論文「資本主義経済と雇傭」）。大阪大学名誉教授。日本学士院会員。岡山県岡山市生まれ。河合栄治郎門下。

## 略歴

### 学歴
- 1931年3月：岡山県第二岡山中学校第4学年修了
- 1934年3月：第六高等学校文科甲類卒業
- 1937年4月：東京帝国大学経済学部卒業

### 職歴
- 1937年5月：日本生命保険株式会社入社
- 1940年7月：福島高等商業学校講師嘱託
- 1941年3月：福島高等商業学校教授
- 1944年4月：福島経済専門学校教授
- 1944年9月：東北帝国大学法文学部助教授
- 1947年10月：東北大学法文学部助教授
- 1949年4月：東北大学経済学部助教授
- 1951年4月：東北大学経済学部教授
- 1954年6月：福島大学経済学部教授
- 1956年4月：大阪大学経済学部教授
- 1957年8月：大阪大学評議員（1959年7月まで）
- 1965年4月：大阪大学経済学部学部長（1966年3月まで）[1]
- 1978年：関西大学経済学部教授
- 1985年：松阪大学（現・三重中京大学）教授

### 学外における役職
- 1962年5月　公認会計士審査会試験委員（第2次）（1967年9月まで）
- 1963年12月　日本経済研究センター理事
- 1964年9月　関西経済研究センター理事
- 1967年7月　経済審議会臨時委員
- 1967年11月　経済企画庁経済研究所所長（1969年10月まで）
- 1968年6月　産業構造審議会委員（1970年6月まで）
- 1969年11月　学術審議会委員（1973年11月まで）
- 1972年4月　理論・計量経済学会会長（1973年3月まで）
- 1972年9月　高等教育懇談会委員
- 1974年8月　社会保障制度審議会委員
- 1975年1月　経済審議会委員
- 1986年12月　日本学士院会員

## 受賞歴
- 1965年11月　日経経済図書文化賞（『経済政策原理』）

## 著書

### 単著
- 『厚生経済学の基礎理論』（東洋経済新報社、1948年）
- 『近代経済学』（日本評論社、1956年）
- 『厚生経済学の基礎理論（増補版）』（東洋経済新報社、1957年）
- 『資本主義経済と雇傭』（日本評論社、1957年）
- 『現代経済学入門』（日本評論社、1960年）
- 『経済政策原理-混合経済の理論-』（岩波書店、1964年）
- 『日本の産業組織（1）』（中央公論社、1973年）
- 『厚生経済学』（創文社、1978年）
- 『経済原論』（岩波書店、1983年）
- 『経済学対話』（筑摩書房、1992年）

### 編著
- 『近代経済学講義』（安井琢磨、西山千明との編著、創文社、1964年）
- 日本経済研究センター『日本の物価-物価の総合的研究-』（渡部経彦との編著、日本経済新聞社、1966年）
- 『経済学入門』（川口慎二、森嶋通夫との編著、有斐閣、1967年）
- 関西経済研究センター『市場構造と経済効率』（熊谷の単編、有斐閣、1968年）
- 『近代経済学1　基礎理論』（大石泰彦との共編、有斐閣<有斐閣双書:入門・基礎知識編>1970年）
- 『近代経済学2　応用経済学』（大石泰彦との共編、有斐閣<有斐閣双書:入門・基礎知識編>1970年）
- 『近代経済学3　近代経済学史』（大石泰彦との共編、有斐閣<有斐閣双書:入門・基礎知識編>1970年）
- 『シンポジウム・PPBS-その役割と課題-』（熊谷の単編、日本経済新聞社、1971年）
- 『経済政策の目標-効率と公正をめぐって-』（日本経済新聞社、1972年）
- 『経済と計画-現代経済学への招待-』（建元正弘との編著、日本放送出版協会、1972年）
- 『経済思想と現代の世界』（熊谷の単編、日本経済新聞社、1976年）

### 訳書
- T.モルガン『国民所得と雇用』（渡辺太郎との共訳、1951年）
- D.H.ロバートソン『貨幣』（安井琢磨との共訳、岩波書店、1956年）
- J.M.ケインズ『人物評伝』（大野忠男との共訳、岩波書店、1959年）
- ミルトン・フリードマン『資本主義と自由』（西山千明、白井孝昌との共訳、マグロウヒル好学社、1975年）
- J.R.ヒックス『価値と資本（上）-経済理論の若干の基本原理に関する研究-』、同（下）（安井琢磨との共訳、岩波書店、1995年）

## 論文
- 「恒常成長率の概念について」『季刊理論経済学』第2巻第3号（1951年）
- 「賃銀と物価との関係についての覚書」『季刊理論経済学』第4巻第3・4号（1953年）
- 「経済学の範囲と方法」『季刊理論経済学』第24巻第1号（1973年）
- 「シュムペーターの民主主義論」『日本學士院紀要』第48巻第3号（1994年）

## 書評
- 「都留重人著『公害の政治経済学』」『季刊理論経済学』第23巻第3号（1973年）